# Riespach
Riespach är en kommun i departementet Haut-Rhin i regionen Grand Est (tidigare regionen Alsace) i nordöstra Frankrike. Kommunen ligger i kantonen Hirsingue som tillhör arrondissementet Altkirch. År 2022 hade Riespach 646 invånare.

## Befolkningsutveckling
Antalet invånare i kommunen Riespach
| Referens: INSEE |